# Francesco Maria Travella
Francesco Maria Travella (* 27. März 1802 in Campo (Vallemaggia); † zwischen dem 1. und 25. März 1854 vermutlich in Giubiasco) war ein Schweizer römisch-katholischer Geistlicher und Schriftsteller.

## Leben
Francesco Maria Travella besuchte das Kollegium San Antonio in Lugano, das von den Somaskern geführt wurde, und anschliessend das Priesterseminar in Bra.
Nach seiner Ausbildung war er anfangs Pfarrer in Campo, von 1833 bis 1842 Pfarrer in Vogorno und von 1842 bis 1854 Pfarrer in Giubiasco. Als Schulinspektor, der er seit 1833 für den Bezirk Locarno war, setzte er sich dafür ein, dass die Schriften von Alessandro Manzoni in der italienischen Schweiz mehr Verbreitung finden sollten, so unter anderem mit der Schrift Saggi di eloquenza e filosofia tratti dalle Osservazioni sulla morale cattolica di Alessandro Manzoni von 1834.

### Schriftstellerisches Wirken
Anfänglich beschäftigte er sich mit der katholischen Apologetik und verfasste hierzu verschiedene Schriften, ausserdem verfasste er noch einige Gedichte. 1830 unterstützte er die vorgeschlagenen Reformen von Stefano Franscini, die dieser in seinen Zeitschriften propagierte. Er publizierte ebenfalls in diesen, unter anderem im Osservatore del Ceresio und im Istruttore del popolo und veröffentlichte Schriften zur Reform der Tessiner Verfassung. Daneben verfasste er Gebete und Abhandlungen zu religiösen Themen, eine Sammlung von Liedern und Oden sowie zahlreiche Aufsätze zu literarischen Themen. Dazu war er auch Mitarbeiter der Zeitschrift Il Cattolico.
Aus Briefen an einen Freund ist sein grosses Interesse am Theater erkennbar, insbesondere am tragischen Genre. 1837 verfasste er Adamo di Camogasco o l’indipendenza dell’Engadina und Rodolfo Stüssi o la guerra de’ confederati contro Zurigo.

## Schriften (Auswahl)
- Difesa di un parroco perseguitato. Lugano: Francesco Veladini e Comp., 1828.
- Indole del vero e legittimo interprete delle Sante Scritture. Lugano: Francesco Veladini e Comp., 1828.
- Saggio di alcune poesie. Lugano: Francesco Veladini e Comp., 1828.
- Almanacco sacro per l’anno. Lugano: G. Ruggia, 1829.
- La religione del cuore, o il filosofo cristiano: Dissertazione. Lugano: Francesco Veladini e Comp., 1829.
- Saggi di eloquenza e filosofia tratti dalle Osservazioni sulla morale cattolica di A. Manzoni. Milano: Sonzogno, 1834.
- Cento sonetti di varj autori. Lugano: Co’ tipi di Giuseppe Bianchi, 1839.
- Sullo stile poetico del P.D. Ant.o Buonfiglio C.R.S. professore di belle lettere nel nobile Collegio Clementino, Accademico Residente Tiberino. Lugano: Francesco Veladini e Comp, 1840.
- Adelaide: tragedia svizzera. Lugano: Francesco Veladini e Comp., 1853.